# Atropelamento

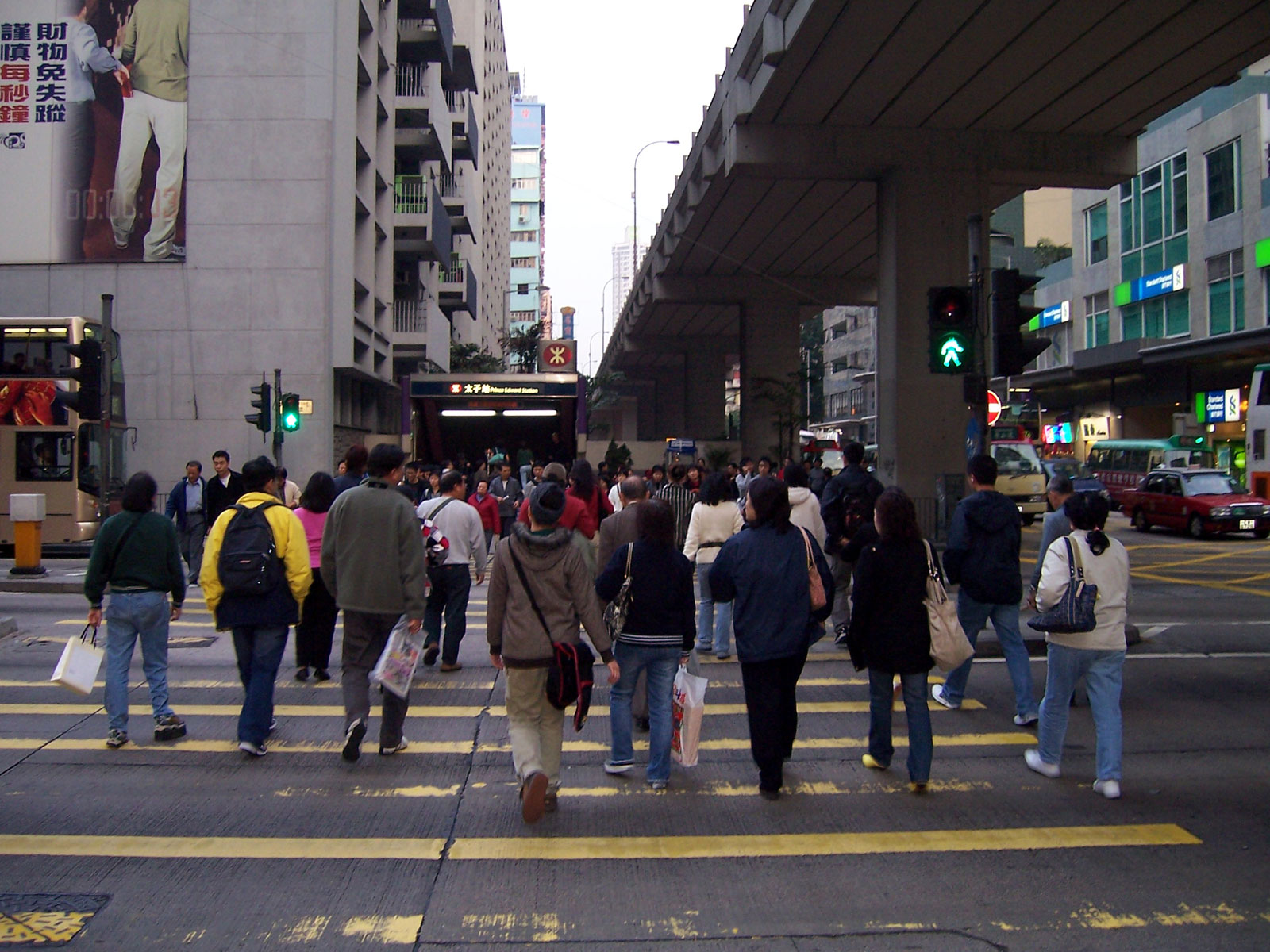
Muitos atropelamentos poderiam ser evitados caso os pedestres procurassem utilizar sempre as faixas de pedestre.

Um atropelamento é um tipo de acidente de trânsito, frequentemente provocado por veículos automotores, que afeta um pedestre, um animal ou mesmo um usuário em condição ou veículo considerado "menor", como um ciclista ou um motociclista atropelado por um carro ou um pedestre atropelado por um ciclista ou por um motociclista, por exemplo. A escassez de passarelas de pedestres e ciclovias, mesmo nas grandes cidades, tem sido um dos fatores que sustentam os altos índices de atropelamento de pedestres e ciclistas. De acordo com dados divulgados pelo Ministério da Saúde do Brasil, em 2006, os acidentes de trânsito foram responsáveis por 29,3% das mortes de crianças, sendo que a maioria morre por atropelamento.

## Atropelamento de animais
Nas rodovias, por sua vez, a imprudência dos motoristas faz com que os animais sejam as vítimas mais frequentes. Só nos Estados Unidos, de 60 a 70 mil cervos são atropelados todos os anos. Por vezes, animais gravemente feridos são levados a hospitais veterinários e zoológicos após serem atropelados.